# Роберт Сілвеберг
Ро́берт Сі́лвеберґ (англ. Robert Silverberg; нар. 15 січня 1935, Бруклін, Нью-Йорк) — американський письменник, відомий своїми науково-фантастичними творами. Лауреат премії «Гросмейстер фантастики» за заслуги перед жанром (2001), численних премій «Г'юґо», «Неб'юла», Локус та «Ґеффен» (2013) тощо.

## Біографія
Сілвеберґ з дитинства любив читати. Він дуже рано почав друкувати свої оповідання в науково-фантастичних журналах. В 1956 він закінчив Колумбійський університет, одержавши ступінь бакалавра англійської літератури, але продовжив писати фантастику. Його першим виданим романом була дитяча книга «Повстання на Альфі-Ц» (1956), а вже в наступному році він одержав свою першу премію «Г'юґо», як «найкращий автор-початківець». За наступні чотири роки Сілвеберґ за його власними підрахунками писав по мільйону слів на рік для різних журналів. У 1959 ринок наукової фантастики зазнав краху, і Сілвеберґ почав писати в інших жанрах від серйозної історичної літератури до легкої порнографії.
У середині 1960-х автори наукової фантастики ставали усе амбітнішими. Фредерик Пол — на той час редактор трьох науково-фантастичних журналів, запропонував Сілвеберґу писати для одного з них. Завдяки цьому Сілвеберґ повернувся до фантастики, приділяючи тепер більше ніж у ранній творчості уваги глибині і соціальному оточенню персонажів, а також додаючи елементи модерністської літератури, яку він вивчав в університеті.
Книги написані в цей період набагато кращі за його попередні роботи. Перша книга «нового Сілвеберґа» — «Відкрити небо», збірка оповідань, опублікована Фредеріком Полом у журналі «Галактика». У книзі нова релігія дозволяє людям досягти зірок. Далі був роман «Вниз на Землю», мабуть, перша постколоніальна науково-фантастична книга, у якій колишня земна адміністрація іншопланетного світу повертається на Землю після того, як чужій планеті дали волю. Інші популярні роботи того періоду: романи «Прожити заново», у якому особистість померлих можна було переносити; «Світ зсередини», погляд на перенаселений світ майбутнього; а також «Вмираючи зсередини», історія телепата, дар якого невідворотно слабшає.
У 1969 році його «Нічні крила» одержали премію «Г'юґо» за найкращу повість. В 1970 він одержав премію «Неб'юла» за оповідання «Пасажири», дві у 1971 році — за роман «Час змінюватися» і оповідання «Добрі вісті з Ватикану».
У 1970 році він був почесним гостем на Світовому з'їзді наукової фантастики.
У 1975 і 1986 роки премію «Неб'юла» за найкращу повість одержали його «Народжений з мертвим» і «Йдучи в Візантію». У 1990 році Сілвеберґ одержав премію «Г'юґо» за коротку повість «Стати солдатом», а у 2004 році Американська асоціація фантастів назвала його Великим Майстром (Grand Master).
У 1975 році Сілвеберґ відійшов від фантастики, мотивуючи це втомою після років важкої та плідної праці. Але в 1980 він повернувся зі своїм романом «Замок лорда Валентина». Автор продовжує писати науково-фантастичні романи й понині, мешкаючи в Окленді, штат Каліфорнія. Сілвеберґ написав понад 100 науково-фантастичних і понад 60 науково-популярних книг. За загальною кількістю виданих книг різних жанрів (включно з редагованими антологіями) серед американських письменників-фантастів, народжених до початку другої світової війни, він поступається лише Айзеку Азімову.

### Романи
- Повстання на Альфі-Ц / Revolt on Alpha C (1955)
- Пошук зореплавця / Starman's Quest (1956)
- Господар життя і смерті / Master of Life and Death (1957)
- Вторгнення з Землі / Invaders from Earth (1958)
- Чужинці з космосу / Aliens from Space (1958)
- Пастка пристрасті / Passion Trap (1960)
- Володарка гріха / Mistress of Sin (1960)
- Грішники / The Sinful Ones (1961)
- Розпусна богиня / Lust Goddess (1961)
- Курс на зіткнення / Collision Course (1961)
- Час великої заморозки / Time of the Great Freeze (1963)
- Мовчазні прибульці / The Silent Invaders (1963)
- Планета смерті / Planet of Death (1967)
- Шипи / Thorns (1967)
- Ті, що спостерігають / Those Who Watch (1967)
- Стрибуни в часі / The Time Hoppers (1967)
- Відкрити небо / To Open the Sky (1967)
- Ті, що жадають / Those Who Lust (1967)
- The Wanton West (1967)
- Світовий ярмарок 1992 / World's Fair 1992 (1968)
- Людина в лабіринті / The Man in the Maze (1968)
- Маски часу / The Masks of Time (1968)
- Вниз на Землю / Downward to the Earth (1969)
- Через мільярд років / Across a Billion Years (1969)
- Нічні крила / Nightwings (1969)
- Троє тих, хто вижив / Three Survived (1969)
- Жити знову / To Live Again (1969)
- Нагору, за лінією / Up the Line (1969)
- Станція Гоуксбілл / Hawksbill Station (1970)
- Скляна вежа / Tower of Glass (1970)
- Син людський / Son of Man (1971)
- Друга подорож / The Second Trip (1971)
- Світ зсередини / The World Inside (1971)
- Час змін / A Time of Changes (1971)
- Книга черепів / The Book of Skulls (1972)
- Вмираючи зсередини / Dying Inside (1972)
- Торговці плоттю / The Flesh Merchants (1973)
- Гріх на колесах / Sin on Wheels (1973)
- Вулиця джунглів / Jungle Street (1973)
- Збирач людей / The Man Collector (1973)
- Дівчинка з нізвідкіля / Nowhere Girl (1973)
- Декадент / The Decadent (1974)
- Стохастична людина / The Stochastic Man (1975)
- Замок лорда Валентина / Lord Valentine's Castle (1980)
- Прямуючи додому / Homefaring (1982)
- Хроніки Маджипура / Majipoor Chronicles (1982)
- Понтифік Валентин / Valentine Pontifex (1983)
- Володар темряви / Lord of Darkness (1983)
- Цар Гільгамеш / Gilgamesh the King (1984)
- Плавання до Візантії / Sailing to Byzantium (1984)
- Том О'Бедлам / Tom O'Bedlam (1985)
- Зірка циган / Star of Gypsies (1986)
- Наприкінці зими / At Winter's End (1988)
- Нова весна / The New Springtime (1990)
- До країни живих / To the Land of the Living (1990)
- Прихід ночі / Nightfall (1990) (з Айзеком Азімовим)
- Фіви ста воріт / Thebes of the Hundred Gates (1991)
- Обличчя вод / The Face of the Waters (1991)
- Потворний хлопчик / The Ugly Little Boy (1992) (з Айзеком Азімовим)
- Королівства стіни / Kingdoms of the Wall (1992)
- Позитронна людина /The Positronic Man (1992) (з Айзеком Азімовим)
- Гаряче небо опівночі / Hot Sky at Midnight (1994)
- Гори Маджипура / The Mountains of Majipoor (1995)
- Роки чужих / The Alien Years (1997)
- Чарівники Маджипура / Sorcerers of Majipoor (1997)
- Лорд Престимон / Lord Prestimion (1999)
- Король снів / The King of Dreams (2001)
- Найдовший шлях додому / The Longest Way Home (2002)
- Вічний Рим / Roma Eterna (2003)

### Збірки творів короткої форми
- Калібрований алігатор / The Calibrated Alligator (1969)
- Кубічний корінь з невизначеності / The Cube Root of Uncertainty (1970)
- Місячні папороті і зоряні пісні / Moonferns & Starsongs (1971)
- Подорож у реальність й інші неймовірності" / The Reality Trip and Other Implausibilities (1972)
- Світанок на Меркурії / Sunrise On Mercury (1975)
- Найкраще Роберта Сілверберґа / The Best of Robert Silverberg (1976)
- Береги завтрашнього дня / The Shores of Tomorrow (1976)
- Ігри козерога / Capricorn Games (1979)
- Світ тисячі королів / World of a Thousand Colors (1982)
- Коктейль на всю котушку / The Conglomeroid Cocktail Party (1984)
- Поза безпечною зоною / Beyond the Safe Zone (1986)
- Зібрані оповідання Роберта Сілверберґа: Таємні співвласники / The Collected Stories of Robert Silverberg: Secret Sharers (1992)
- Фази місяця / Phases of the Moon (2004)
- На початку / In the Beginning (2006)